# Рудбар (Керман)
Рудбар (перс. رودبار‎, также латинизировано как Rudbar) — город и столица округа Рудбар-э-Джонуби, провинция Керман, Иран. По переписи 2006 года в нём проживало 8275 жителей в 1677 семьях.

## Происхождение названия
В персидском языке для названия города используют слово «рубар». У этого слова есть различные значения, в частности: «Место реки, в котором она очень быстро течет», или «берег реки». Причина такого названия города заключается в том, что в городе — огромное количество источников.

## География
Город находится в южной части Кермана, на высоте 395 метров над уровнем моря. Рудбар расположен на расстоянии приблизительно 230 километров к юго-юго-востоку (SSE) от Кермана, административного центра провинции и на расстоянии 1085 километров к юго-востоку от Тегерана, столицы страны.